# The Magic Key
The Magic Key (englisch für „Der magische Schlüssel“, sinngemäß „Die magische Tonart“) ist ein Lied des französischen Hip-Hop- und House-Projekts One-T aus dem Jahr 2002.

## Entstehung und Veröffentlichung
Geschrieben und produziert wurde The Magic Key von den beiden One-T-Mitgliedern Eddy Gronfier und Thomas Pieds. Das Lied enthält Samples aus dem tschechischen Jazztitel Má Hra von Blue Effect (1971) sowie Let Me Blow Ya Mind von Eve und Gwen Stefani (2001).
Die Erstveröffentlichung von The Magic Key erfolgte als Single im Dezember 2002 in Frankreich. Diese erschien als 12″-Maxi-Single durch das Musiklabel Polydor und beinhaltet fünf verschiedenen Versionen des Titels. Im deutschsprachigen Raum erschien The Magic Key erstmals am 10. Juli 2003 als Single. Diese erschien als CD 2-Track-Single mit der B-Seite The Travoltino Club (One-T’s Gonna Shine), vier Tage später erschien auch die 12″-Maxi-Single. 2003 erschien The Magic Key auch als Teil des Debütalbums The One-T ODC.
2023 erschien ein Dance-Remix von Trinix.

## Musikvideo
Im Sommer 2003 erschien das Musikvideo zu The Magic Key. Es handelt sich um ein Animationsvideo. Zu Beginn sieht man One-T, einen weißen Charakter, der als Produzent am Mischpult arbeitet, und Cool-T, einen schwarzen Charakter, der rappt. Cool-T wird vom Gangster und Clubbesitzer Travoltino erschossen. Auf dem eingeblendeten Grabstein von Cool-T stehen die Lebensdaten 1989–2002, sein Geist steigt in den Himmel und sieht im Paradies viele tote Familienmitglieder wieder. Es gibt einen kurzen Rückblick auf Cool-Ts Leben bis zu dem Moment, als Travoltino ihn erschießt. Später im Paradies passiert Cool-T jedoch ein Fauxpas und er wird zurück auf die Erde verbannt. Am Ende schaufelt Cool-T ein Grab, während Travoltino ebenfalls vor Ort ist. Travoltino bekommt dann eine Schaufel Erde ab, wodurch er sich aufregt und an den Rand der Grube geht. Durch einen Biss von One-Ts Bullterrier fällt Travoltino ins Grab, wird von One-T mit einer Schaufel getötet und von allen Anwesenden begraben. Schließlich wird der Name Cool-T auf dem Grabstein durchgestrichen und durch den Namen Travoltino ersetzt. In der anschließenden Schlussszene liegt Cool-T mit der Asiatin Ee im Sarg, welcher sich bei Beginn des Liebesakts verschließt. Zu sehen ist nun nur noch die Aufschrift: „Don’t Disturb“.

## Mitwirkende
- Christine Asamoah (Krisee): Gesang, Rap (Cool-T)
- Eddy Gronfier: Komposition, Liedtext, Produktion
- Thomas Pieds (Alias Minor): Komposition, Liedtext, Produktion
- Virginie Tesnière: Begleitgesang[3]

## Kommerzieller Erfolg

### Chartplatzierungen
In Deutschland, Österreich und Schweiz konnte sich das Lied in den Top 10 platzieren. In Deutschland stieg es am 28. Juli 2003 auf Platz 34 in die Charts ein. Seine Höchstplatzierung hatte es am 15. September 2003 und hielt diese auch in der Woche vom 22. September 2003 bei. Danach verrutschte es am 29. September 2003 auf Platz 7. In der Chartwoche vom 15. Dezember 2003 war es letztmals auf Platz 67 vertreten.
| ChartsChartplatzierungen | Höchstplatzierung | Wochen |
| ------------------------ | ----------------- | ------ |
| Deutschland (GfK)        | 5 (21 Wo.)        | 21     |
| Frankreich (SNEP)        | 9 (41 Wo.)        | 41     |
| Österreich (Ö3)          | 5 (21 Wo.)        | 21     |
| Schweiz (IFPI)           | 7 (29 Wo.)        | 29     |

| ChartsJahrescharts (2003) | Platzierung |
| ------------------------- | ----------- |
| Deutschland (GfK)         | 23          |
| Frankreich (SNEP)         | 22          |
| Österreich (Ö3)           | 35          |
| Schweiz (IFPI)            | 16          |

### Auszeichnungen für Musikverkäufe
| Land/Region        | Auszeichnungen für Musikverkäufe (Land/Region, Auszeichnung, Verkäufe) | Verkäufe |
| ------------------ | ---------------------------------------------------------------------- | -------- |
| Deutschland (BVMI) | Gold                                                                   | 150.000  |
| Frankreich (SNEP)  | Gold                                                                   | 250.000  |
| Insgesamt          | 2× Gold ·                                                              | 400.000  |

## Coverversionen
Am 7. April 2023 veröffentlichte der französische DJ Trinix einen Remix, welcher das Original von One-T sampelt.
| ChartsChartplatzierungen | Höchstplatzierung | Wochen |
| ------------------------ | ----------------- | ------ |
| Frankreich (SNEP)        | 25 (22 Wo.)       | 22     |

Auszeichnungen für Musikverkäufe

| Land/Region       | Auszeichnungen für Musikverkäufe (Land/Region, Auszeichnung, Verkäufe) | Verkäufe |
| ----------------- | ---------------------------------------------------------------------- | -------- |
| Frankreich (SNEP) | Platin                                                                 | 200.000  |
| Insgesamt         | 1× Platin ·                                                            | 200.000  |

## Musical
Die im Lied und Musikvideo erzählte Story diente als Inspiration für ein Musical, das ebenfalls "The Magic Key" heißt und Ende 2022 am Kammertheater in Stuttgart Premiere hatte.